# Пена дней (фильм, 1968)
Пена дней (фр. L'écume des jours) — французский фэнтезийный фильм-драма 1968 года, поставленный режиссёром Шарлем Бельмоном по роману Бориса Виана «Пена дней» (1946).

## Сюжет
Чик влюбляется в Алису из-за общей страсти, которая постепенно пожрёт их пару. Вскоре после этого Колен, главный герой, также влюбляется в женщину, Хлою, которая напоминает ему джазовую композицию Дюка Эллингтона с тем же именем. Но болезнь, ревность и отсутствие денег расстроят их судьбу.